# Istari
Istari (enkelvoud: istar) zijn tovenaars in de werken van J.R.R. Tolkien over de fictieve geschiedenis van het continent Midden-aarde. Ze zijn Maiar in menselijke gedaante, die door de Valar naar Midden-aarde werden gestuurd om tegenwicht te bieden aan Sauron.
Ongeveer halverwege de Derde Era was het kwaad opnieuw in macht aan het groeien. Arnor en Gondor stonden aan aanvallen bloot van Donkerlanders, Haradrim, Oosterlingen en de Tovenaar-koning van Angmar. De vijf Istari werden gezonden om een tegenwicht te bieden en de Mensen weer bij zinnen te brengen. Ze leken op mensen, maar leefden veel langer en verouderden slechts langzaam. In het jaar 1000 van de Derde Era ontscheepten zij zich in de Grijze Havens.
Er waren vijf Istari. De eerste, Curunír of Saruman, was duidelijk de leider en de machtigste. Hij had een mooie stem en was in het wit gekleed. Círdan de Scheepsbouwer groette hem met ontzag. De volgende was gekleed in aardebruin en een groot liefhebber van de vogels en de dieren, zijn naam was Radagast. Twee anderen gingen gekleed in blauw, en werden de Ithryn Luin, of Blauwe Tovenaars genoemd. De vijfde, in grijs gekleed, bekend als Mithrandir, Olórin, Incanus en Gandalf, leek de minste en de oudste, maar van hem ging zo'n wijsheid uit, dat Círdan hem Narya gaf, een van de drie Ringen van Macht die aan de elfen waren gegeven. Saruman zag dit echter en zo ontstond de jaloezie van hem jegens Gandalf en zijn 'obsessie' voor de Ringen.
Radagast ging zodanig op in de natuur dat hij zijn missie vergat. Later zou Saruman vol minachting over hem spreken als "Radagast de Vogeltemmer, Radagast de dwaas, die precies deed wat ik [Saruman] van hem verwachtte." Saruman raakte door Sauron gecorrumpeerd, verviel tot het kwaad, en werd uiteindelijk door zijn eigen dienaar, Gríma Slangtong, gedood. Slechts Gandalf voerde zijn opdracht uit, werd Gandalf de Witte en speelde een cruciale rol in de strijd tegen Sauron.

## Blauwe Tovenaars
De naam Ithryn Luin (Nederlands: Blauwe Tovenaars) werd gegeven aan de tovenaars Alatar en Pallando vanwege hun zeeblauwe kleding. Er is weinig meer over hen bekend dan dat ze samen met Saruman naar het oosten van Midden-aarde trokken. In tegenstelling tot Saruman keerden de Blauwe Tovenaars niet terug. Of ze gedood zijn terwijl ze hun missie uitvoerden, of dat ze dienaren van Sauron werden is niet gezegd. Tolkien suggereert in een van zijn brieven dat ze gezwicht zouden kunnen zijn voor de macht van Sauron en de grondleggers zijn geworden van cultussen in het oosten van Midden-aarde.
In documenten uit de nalatenschap van J.R.R. Tolkien is bekend geworden dat de Blauwe Tovenaars naar het oosten van Midden-aarde waren gezonden om die volkeren te ondersteunen die zich tegen Sauron hadden gekeerd. Volgens deze documenten zouden de Blauwe Tovenaars al in de Tweede Era naar Midden-aarde zijn gezonden.